# Del cielo a la tierra
Del cielo a la tierra es un álbum recopilatorio de la banda española de heavy metal Avalanch y fue publicado por el sello discográfico Santo Grial Producciones en el año de 2012.

## Publicación y contenido
Este compilado fue lanzado en formato de disco compacto y en descarga digital, esto en 2012.  El álbum incluye varios temas que aparecieron originalmente en los discos Los poetas han muerto, El hijo pródigo, Muerte y vida, El ladrón de sueños y Malefic Time: Apocalypse, lanzados al mercado en 2003, 2005, 2007, 2010 y 2011 respectivamente.

## Lista de canciones
Todos los temas fueron escritos por Alberto Rionda.

| Disco uno |                                                          |          |  |
| N.º       | Título                                                   | Duración |  |
| 1.        | «Del cielo a la tierra» (de Los poetas han muerto, 2003) | 6:13     |  |
| 2.        | «Aún respiro» (de El hijo pródigo, 2005)                 | 4:00     |  |
| 3.        | «Alas de cristal» (de El hijo pródigo, 2005)             | 4:13     |  |
| 4.        | «Lucero» (de Los poetas han muerto, 2003)                | 5:00     |  |
| 5.        | «Hoy te he vuelto a recordar» (de Muerte y vida, 2007)   | 5:27     |  |
| 6.        | «Antojo de un dios» (de Las ruinas del Edén, 2004)       | 6:18     |  |
| 7.        | «Baal» (de Malefic Time: Apocalypse, 2011)               | 4:37     |  |
| 8.        | «El hombre solo» (de El ladrón de sueños, 2010)          | 6:52     |  |
| 9.        | «Aprendiendo a perder» (de Muerte y vida, 2007)          | 5:50     |  |
| 10.       | «La cara oculta de la luna» (de El hijo pródigo, 2005)   | 5:53     |  |
| 11.       | «New York Stoner» (de Malefic Time: Apocalypse, 2011)    | 3:51     |  |
| 12.       | «El viejo torreón» (de Los poetas han muerto, 2003)      | 5:27     |  |
| 13.       | «No More Damage» (de Mother Earth, 2005)                 | 4:46     |  |
| 14.       | «Pies de barro» (de Muerte y vida, 2007)                 | 5:31     |  |
| 15.       | «La prisión de marfil» (de Muerte y vida, 2007)          | 4:39     |  |
| 1:18:37   |                                                          |          |  |

| Disco dos |                                                          |          |  |
| N.º       | Título                                                   | Duración |  |
| 1.        | «Papel roto» (de El hijo pródigo, 2005)                  | 4:03     |  |
| 2.        | «El ladrón de sueños» (de El ladrón de sueños, 2010)     | 6:40     |  |
| 3.        | «Mil motivos» (de El ladrón de sueños, 2010)             | 3:49     |  |
| 4.        | «La Augur» (de Malefic Time: Apocalypse, 2011)           | 4:49     |  |
| 5.        | «Niño» (de Los poetas han muerto, 2003)                  | 7:55     |  |
| 6.        | «Spread Your Wings» (de Malefic Time: Apocalypse, 2011)  | 4:15     |  |
| 8.        | «Otra vida» (de Muerte y vida, 2007)                     | 5:52     |  |
| 9.        | «Caminar sobre el agua» (de Muerte y vida, 2007)         | 6:01     |  |
| 10.       | «Alborada» (de Los poetas han muerto, 2003)              | 3:04     |  |
| 11.       | «Aléjate de mí» (de El ladrón de sueños)                 | 5:35     |  |
| 12.       | «Los poetas han muerto» (de Los poetas han muerto, 2003) | 6:33     |  |
| 13.       | «Tu fuego en mí» (de El hijo pródigo, 2005)              | 3:43     |  |
| 14.       | «Lilith» (de Malefic Time: Apocalypse, 2011)             | 3:28     |  |
| 15.       | «Marduk» (de Malefic Time: Apocalypse, 2011)             | 2:38     |  |
| 16.       | «Semilla de rencor» (de El hijo pródigo, 2005)           | 4:35     |  |
| 1:16:47   |                                                          |          |  |

## Créditos

### Avalanch
- Ramón Lage — voz
- Alberto Rionda — guitarra líder
- Dany León — guitarra rítmica
- Fran Fidalgo — bajo
- Marco Álvarez — batería
- Roberto Junquera — teclados

### Músicos adicionales
- Andre Matos — voz (en la canción «Del cielo a la tierra»)
- Tony Almont — voz (en la canción «New York Stoner»)
- Fano «The Dark» — voz y coros (en la canción «Niño»)
- Jacobo de Miguel — piano (en la canción «Alborada»)
- Diego González — acordeón — (en la canción «Alborada»)
- José Ramón Ceñera Gutiérrez — cuarteto de cuerdas (en la canción «Alborada»)
- José Antonio Longo Iglesias — cuarteto de cuerdas (en la canción «Alborada»)
- Ignacio Rodríguez Guerra — cuarteto de cuerdas (en la canción «Alborada»)
- Igor Medio — buzukis (en las canciones «Lucero» y «Alborada»)